# Фёдоров, Виктор Степанович
Ви́ктор Степа́нович Фёдоров (1912—1990) — советский государственный и хозяйственный деятель. Герой Социалистического Труда.

## Биография
Родился 16 (29 мая) 1912 года в ауле Армавирский (ныне Армавир, Краснодарский край) в семье рабочего. Русский.
Трудовую деятельность начал в 1926 году учеником слесаря нефтепромысла в городе Грозный, окончил школу бригадного ученичества. В 1928 году продолжил учёбу в институте.
Окончил Грозненский нефтяной институт в 1932 году. Кандидат технических наук. С 1935 года на преподавательской работе.
с 1940 года на хозяйственной работе в объединении «Грознефтезаводы».
Указом Президиума Верховного Совета СССР «О присвоении звания Героя Социалистического Труда работникам нефтяной промышленности» от 24 января 1944 года за «выдающиеся заслуги в деле увеличения добычи нефти, выработки нефтепродуктов, разведки новых нефтяных месторождений и бурения нефтяных скважин» удостоен звания Героя Социалистического Труда с вручением ордена Ленина и медали «Золотая Звезда». 
В 1946—1948 годах заместитель министра нефтяной промышленности южных и западных районов СССР,
в 1948—1951 годах заместитель министра нефтяной промышленности СССР,
в 1951—1952 годах первый заместитель министра нефтяной промышленности СССР,
в 1952—1954 годах начальник строительства Ангарского нефтехимического комбината,
в 1954—1957 годах первый заместитель министра нефтяной промышленности СССР,
в 1957—1958 годах председатель Башкирского СНХ,
в 1958—1963 годах председатель Государственного комитета СМ СССР по химии,
в 1963—1964 годах первый заместитель председателя Государственного комитета химической и нефтяной промышленности при Госплане СССР,
в 1964—1965 годах председатель Государственного комитета нефтеперерабатывающей и нефтехимической промышленности при Госплане СССР — министр СССР,
в 1965—1985 годах министр нефтеперерабатывающей и нефтехимической промышленности СССР.
Член ВКП(б) с 1939 года. Член ЦК КПСС (1976—1986), кандидат в члены ЦК КПСС (1961—1976). Депутат ВС СССР 5—10 созывов.
С 1985 года на пенсии. Скончался 1 февраля 1990 года. Похоронен в Москве на Троекуровском кладбище.

## Награды и звания
- Герой Социалистического Труда (24 января 1944)
- пять орденов Ленина
- орден Октябрьской революции
- орден Трудового Красного Знамени
- медали
- Сталинская премия II степени (10 апреля 1942) — за разработку и внедрение в промышленность метода увеличения выработки авиабензинов на действующих установках и заводах
- Сталинская премия I степени (1948) — за коренное усовершенствование методов получения нефтепродуктов, обеспечившее значительное расширение ресурсов высококачественных бензинов